# Königswinter Drachenfels

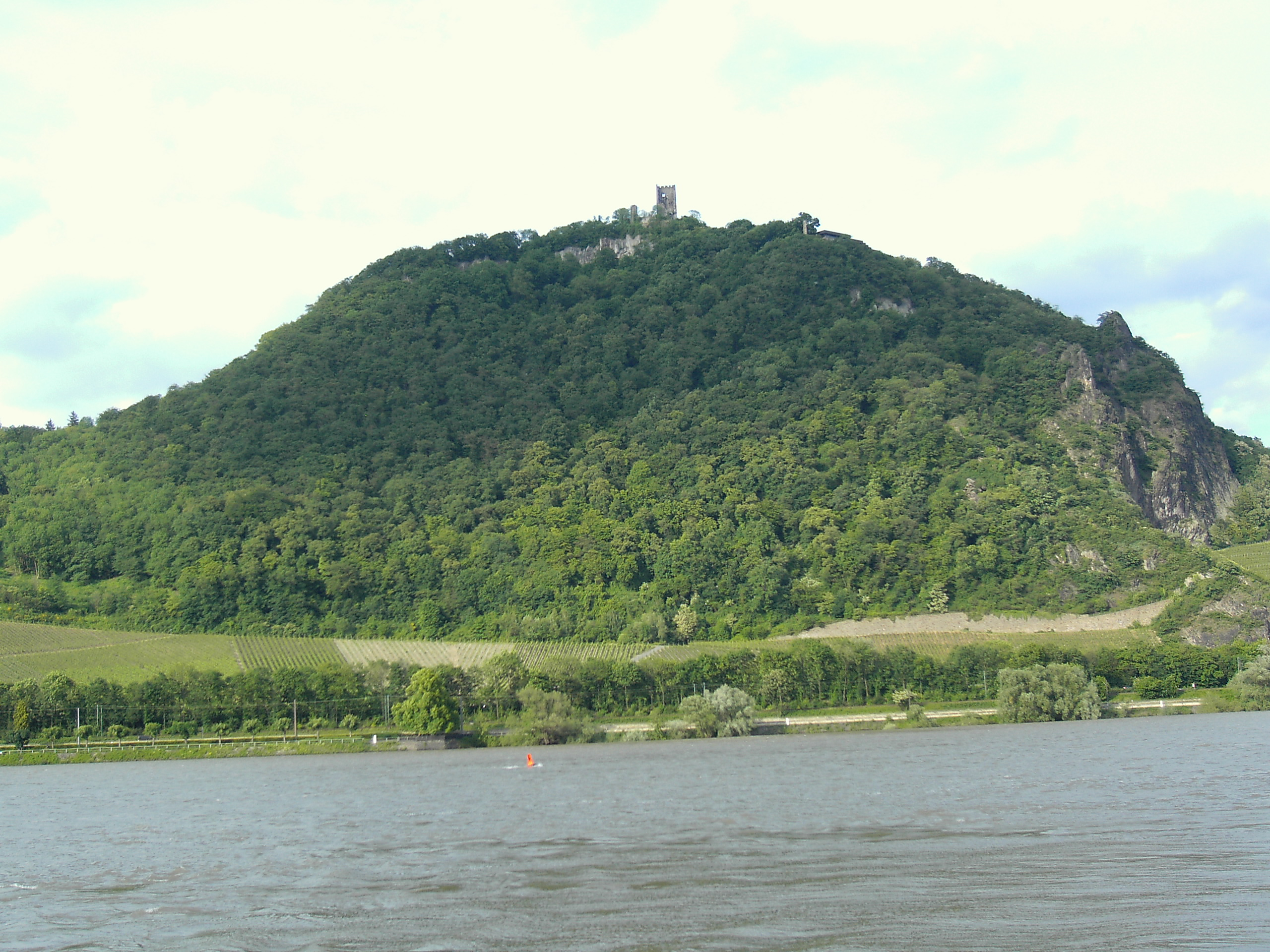
Königswinter Drachenfels am Rhein am Fuße des Drachenfels

Der Königswinter Drachenfels ist eine Weinlage in Königswinter.
Der Königswinter Drachenfels ist Teil des Weinbaubereichs Bereich Siebengebirge der Großlage Petersberg des Anbaugebietes Mittelrhein und liegt im deutschen Bundesland Nordrhein-Westfalen. Die Lage hat eine Größe von 6,5 Hektar. Auf den überwiegend steilen Hängen der Lage werden mehrere Weißweinsorten und zwei Rotweinsorten angebaut. Die Böden sind durch Trachyt- sowie steinige Lehmböden gekennzeichnet.